# دن اینگالز
دانیل هنری هولمز اینگالز جونیور (.Daniel Henry Holmes Ingalls Jr) (متولد ۱۹۴۴)، پیشگام برنامه‌نویسی شی‌گرا و مهندس، طراح و پیاده‌ساز ارشد پنج نسل محیط‌های اسمال‌تاک است. او ماشین مجازی بایت کود شده را طراحی کرد که باعث شد اسمال‌تاک در سال ۱۹۷۶ میلادی عملی شود. او همچنین بیت بلیت، عمل‌کرد گرافیکی با اهداف کلی را اختراع نمود که زمینه بیشتر سیستم‌های گرافیک کامپیوتری بیت‌مپ امروزه و مینوهای پاپ آپ را فراهم می‌کند. او کلی سازی‌های بیت بلیت را با عمق‌های دلخواه رنگ، با مقیاس بندی، چرخش و ضدپلگی داخلی طراحی کرد. او در نسخه Squeak اسمال‌تاک، از جمله مفهوم اساسی اسمال‌تاک را که خودش نوشته و توسط مترجم اسمال‌تاک به C آن را قابل حمل و مؤثر ساخته، سهم بزرگی داشته‌است.

## تحصیل
اینگالز لیسانس خود را از دانشگاه هاروارد در فیزیک و کارشناسی ارشدش را در مهندسی برق از دانشگاه استانفورد گرفته‌است. هنگام کار کردن برای دکترا (Ph.D.) در استانفورد، او یک شرکت را راه اندازی کرد تا اختراعات اندازه‌گیری سافت ویرها را که خودش ساخته بود بفروشد و دیگر به فعالیت‌های آکادمیک برنگشت.

## کار
اولین تحقیق معروف اینگالز در زیراکس PARC بود، جاییکه در آن یک انجام تحقیقاتی مادام‌العمر را با آلان کای آغاز کرد و کارش با اسمال‌تاک را انجام داد که برنده جایزه شد. او سپس به شرکت اپل رفت. اینگالز یک مدت تحقیق را رها کرد تا به تجارت‌های خانوادگی، تفریح‌گاه Homestead در هات اسپرینگز ویرجینیا رسیدگی کند. او بعداً در شرکت تحقیقی Interval کار کرد و دوباره به اپل برگشت. او که کارش را در Xerox و بعداً در اپل آغاز کرد، نرم‌افزار Fabrik، زبان برنامه‌نویسی دیداری و محیط توسعه یک‌پارچه (IDE) که حاوی عناصر یک جعبه محاسباتی و رابط کاربری بود و توانایی «وصل شدن» با یک‌دیگر را برای ساختن عناصر جدید و سافتویر اپلیکیشن مفید داشت را توسعه داد.
سپس او به Hewlett-Packard Labs رفت، جاییکه یک مادیول مهندسی را برای Squeak توسعه داد. اینگالز همچنین یک شرکت کوچک، Weather Dimensions, Inc. نرم‌افزاری که آب و هوای محلی را در کامپیوترهای خانگی نشان می‌دهد، به راه انداخته و تا حال به پیش می‌برد.
اینگالز بعداً به عنوان انجنیر برجسته در Sun Microsystems کار کرد، جاییکه او در شاخه تحقیقاتی لابراتوارهای سن (Sun Microsystems Laboratories) کار می‌نمود. آخرین پروژه او یک محیط جاوا اسکرپت به نام Lively Kernel است که برنامه‌نویسی زنده، تعاملی اینترنتی و اجسام از داخل براوسرهای اینترنتی را اجازه می‌دهد.
اینگالز که برای کارش در اسمال‌تاک معروف است همچنین برای توسعه یک سیستم نویسه‌خوان نوری برای نوشتن دیواناگری با تشویق پدرش دانیل ایچ ایچ اینگالز سینیور، پروفسور سانسکریت نیز شناخته می‌شود.
اینگالز نزدیک ساحل ریو دی مار، آپتوس، کالیفرنیا با خانمش کاتلین گالاس زندگی می‌کند، جاییکه در توسعه squeak اسمال‌تاک، تحقیق جاوا اسکرپت و پروژه Lively Kernel که حالا در مؤسسه هاسو پلاتنر قرار دارد، مشغول است.
اینگالز اخیراً به مرکز تحقیقاتی SAP SE پالو آلتو به عنوان همکار نقل مکان کرده‌است. او عضو کلیدی تیم Chief Scientist است که چشم‌انداز، جهت و اجرای فناوری این شرکت را هدایت می‌کند.

## جوایز
اینگالز برای تحقیقاتش در زیراکس PARC از جمله بیت بلیت در سال ۱۹۸۴ میلادی، جایزه گریس مورای هاپر انجمن ماشین‌های حساب‌گر (ACM) را برای دانشمندان برجسته جوان دریافت کرد.
در سال ۱۹۸۷ میلادی، اینگالز همراه با آلان کای و آدیلی گولدبرگ جایزه سیستم نرم‌افزار ACM را برای کارش در اسمال‌تاک، اولین سیستم نرم‌افزاری برنامه‌نویسی شی‌گرا دریافت کرد. در سال ۲۰۰۲ میلادی، او همراه با آدیلی گولدبرگ، جایزه عالی دکتر داب را در برنامه‌نویسی دریافت نمود.